# Graphardisia
Graphardisia es un género de plantas  con 23 especies de arbustos pertenecientes a la familia Myrsinaceae. 
Está considerada un sinónimo del género Ardisia Sw.

## Especies seleccionadas
- Graphardisia albovirens
- Graphardisia bartlettii
- Graphardisia bracteolata
- Graphardisia coibana
- Lista completa de especies